# 郭绚
郭绚（6世纪—616年），隋朝人物，河东郡安邑县（今山西省运城市）人。
郭绚出身寒微。开始担任尚书令史，后因为军功拜仪同，历任多个州的司马长史，都有能干的名声。大业初年，刑部尚书宇文弼巡察河北，以郭绚为副手。隋炀帝将征讨辽东高句丽，以涿郡（今北京市）为冲要的地方，访求守卫涿郡的人物。听说郭绚有才干器局，拜为涿郡丞，官民心悦诚服。几年后，转任为涿郡通守，兼领留守。当时山东农民起义，郭绚追逐捕拿，多有克获。当时诸郡没有几个在隋朝手中，只有涿郡还算保全。大业十二年（616年）郭绚率领一万余人讨伐高士达。高士达自认为才能谋略不如窦建德，于是就提拔窦建德为军司马，把兵权交给了他。窦建德请高士达看守辎重，自选精兵七千人抗击郭绚。他假称与高士达有矛盾，派人向郭绚请求投降，表示愿作郭绚的前锋，进攻高士达来赎罪。郭绚相信了窦建德，率兵跟随窦建德到长河县（今山东省德州市东），没有防备。窦建德突然袭击郭绚，杀获几千人，斩郭绚的首级献给高士达。涿郡当地官民哀哭他，数月不息。